# Oumé (stad)
Oumé is een stad en sub-prefectuur in zuid-centraal Ivoorkust en de zetel van het departement Oumé, in de regio Gôh, district Gôh-Djiboua.

## Geboren
- Salomon Kalou (1985), voetballer